# Bedřich Bobek (politik)
Bedřich Bobek (8. listopadu 1874 Odolena Voda – 11. září 1952 Praha) byl československý ústavní soudce, politik a meziválečný poslanec Národního shromáždění za Republikánskou stranu zemědělského a malorolnického lidu.

## Biografie
Absolvoval právnickou fakultu české univerzity v Praze, poté byl koncipientem v pražské advokátní kanceláři Josefa Herolda. Mezi roky 1900–1918 působil jako tajemník okresního výboru v Mladé Boleslavi, člen tamní městské rady a také jako starosta zdejší sokolské župy. Následně se stal referentem na ministerstvu vnitra a k roku 1925 byl zde již odborovým přednostou.
Po parlamentních volbách v roce 1920 získal poslanecké křeslo v Národním shromáždění. Mandát ale nabyl až dodatečně roku 1925 jako náhradník poté, co byl zbaven křesla poslanec Jaroslav Rychtera. V letech 1926–1932 byl také předsedou České spořitelny a stal se i členem Ústavního soudu. Byl např. zpravodajem ve věci přezkumu opatření stálého výboru Národního shromáždění č. 450/1920 Sb. z. a n., o inkorporaci Vitorazska a Valčicka, kde prosadil názor, že delegace zákonodárné moci z parlamentu na vládu není ústavně přípustná, a později pak jako jeden z tvůrců tzv. zmocňovacího zákona č. 95/1933 Sb. z. a n. hájil opačné stanovisko.